# Copiapoa humilis
Copiapoa humilis là một loài thực vật có hoa trong họ Cactaceae. Loài này được (Phil.) Hutchison mô tả khoa học đầu tiên năm 1953.

## Hình ảnh

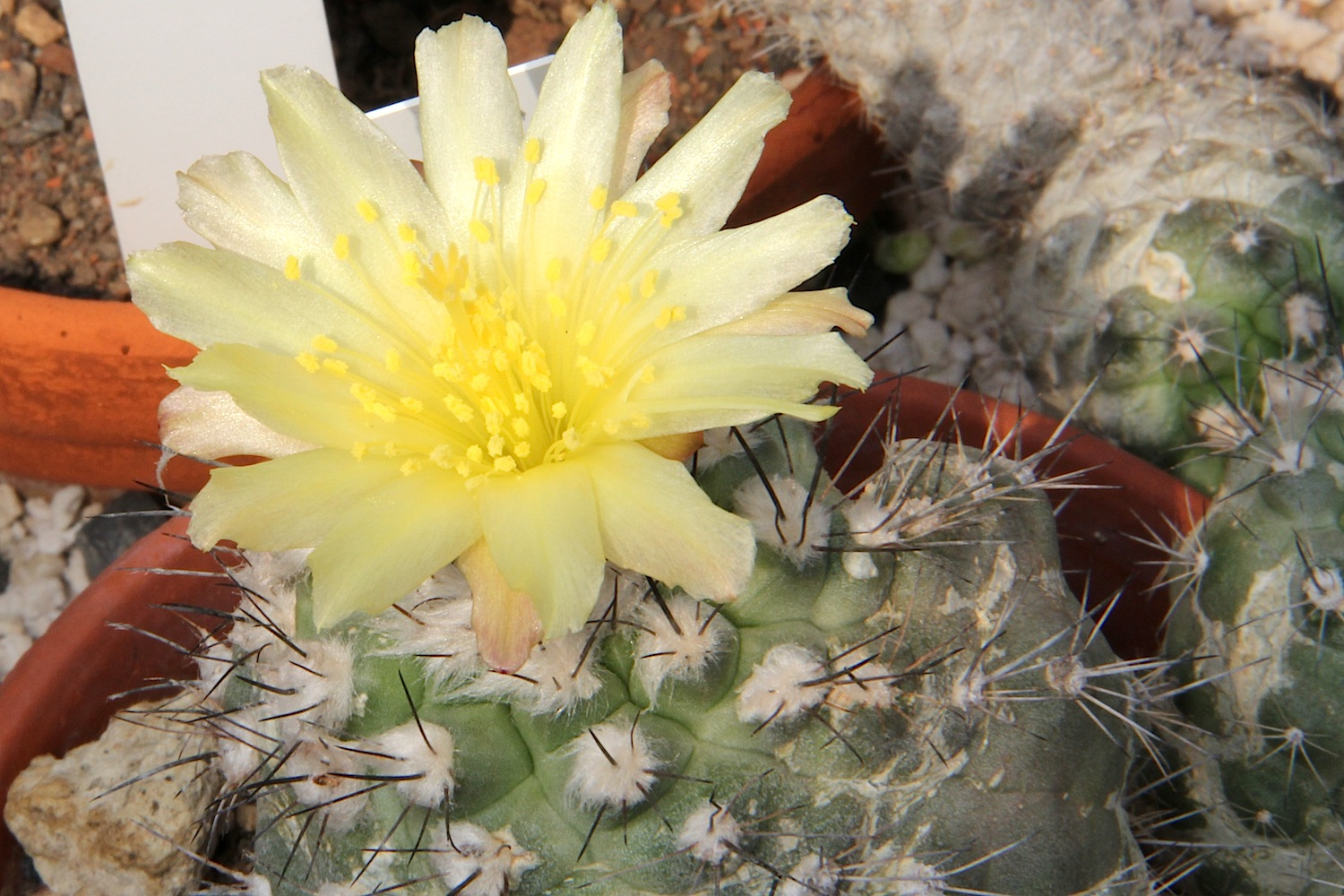
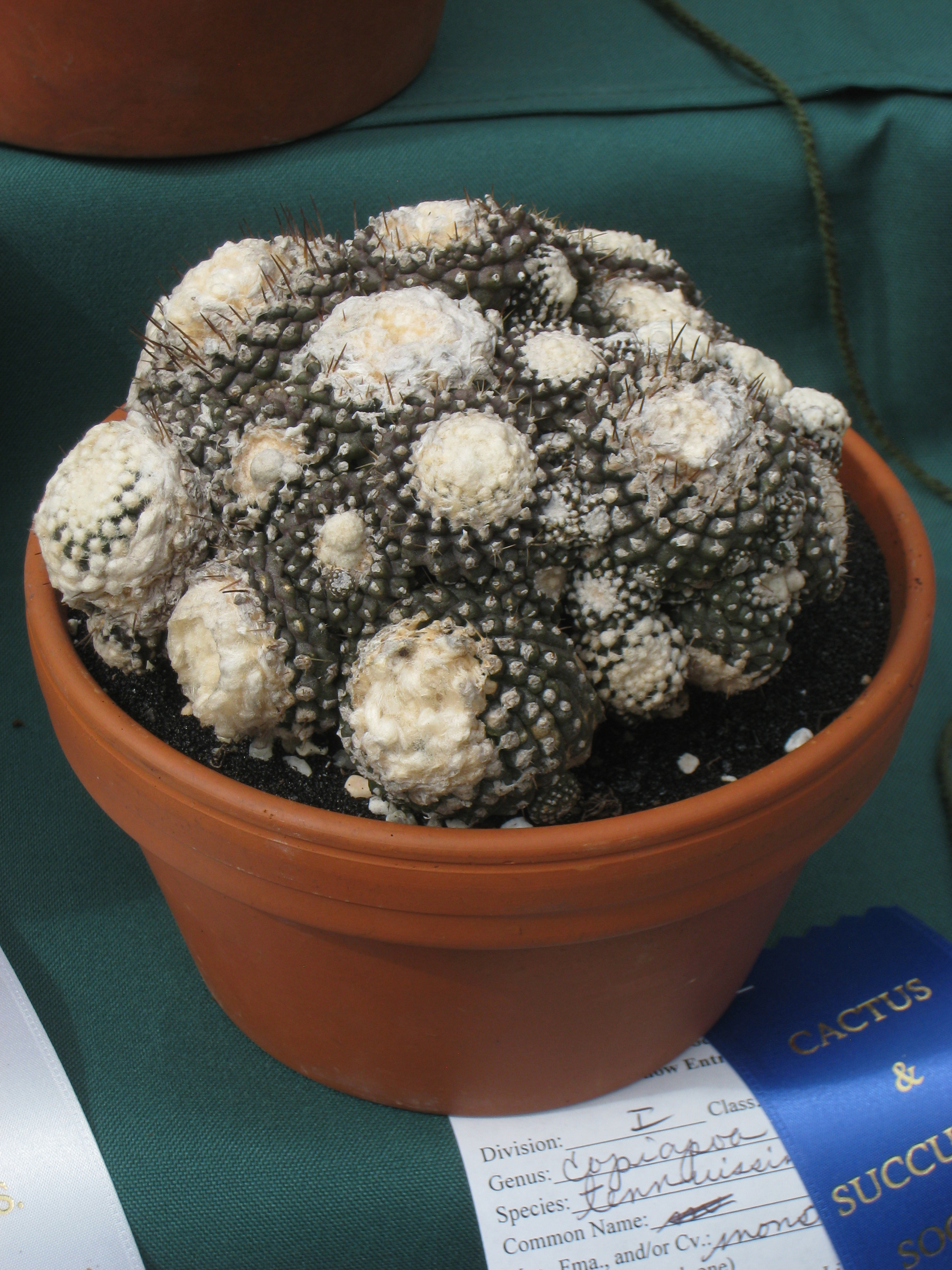
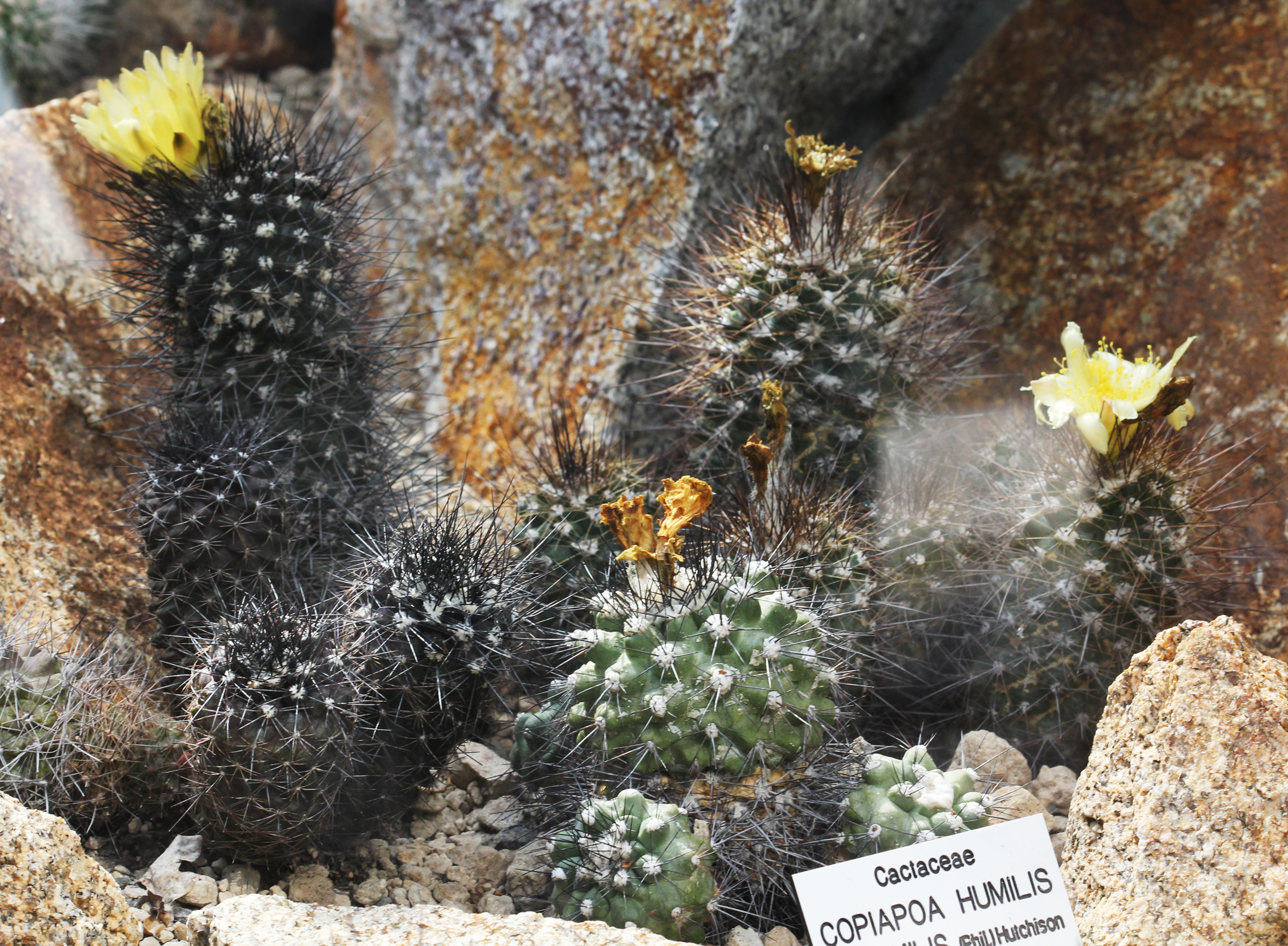
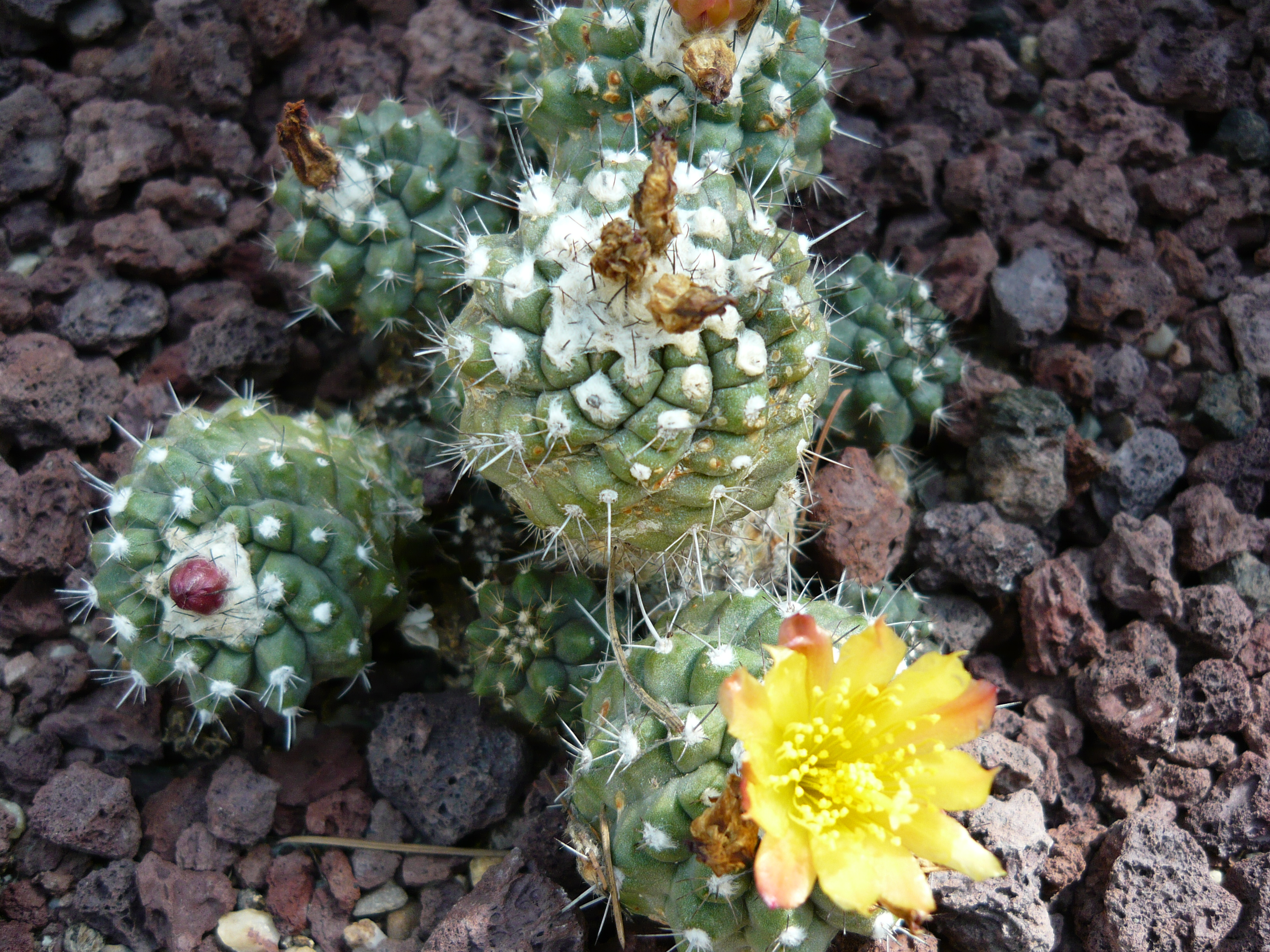